# Türkenfeld
Türkenfeld è un comune tedesco di 3 462 abitanti, situato nel land della Baviera.